# The Red Shoes
The Red Shoes (en hangul, 분홍신; romanización revisada, Bunhongsin) es una película de terror surcoreana del año 2005, escrita y dirigida por Kim Yong-gyun. El guion se inspiró en el cuento de hadas de 1845 Las zapatillas rojas de Hans Christian Andersen, aunque centrado únicamente en el terror y no en la fantasía.

## Sipnosis
Sun-jae (Kim Hye-soo) abandona a su infiel marido, Sung-joon (Lee Eol), y se traslada a un viejo apartamento con su hija, Tae-su (Park Yeon-ah).
Un día, de regreso a casa, Sun-jae coge un par de zapatos rojos de tacón que encuentra en un vagón de metro, para descubrir a continuación que están encantados. Sus obsesiones se acrecientan, despertando la envidia y la avaricia a través de misteriosas pesadillas. Incluso Tae-su  y una de sus amigas, Kim Mi-hee (Go Soo-hee), caen víctimas del poder de los zapatos, lo que provoca la histeria y el robo de los mismos. Mi-hee muere poco después de coger los zapatos, por lo que vuelven a Tae-su.
Con la ayuda de su nuevo novio, In-cheol (Kim Sung-soo), Sun-jae intenta descubrir el misterio que rodea a los zapatos rojos antes de que la maten a ella y a su hija, Tae-su. Pronto descubre que, a pesar de que el propietario original escapó ileso, la persona que los coja deberá morir con sus pies amputados.

## Argumento
Sun-jae (Kim Hye-soo) deja a su marido infiel, Sung-joon (Lee Eol) y se muda a un antiguo apartamento con su hija, Tae-su (Park Yeon-ah). Ella toma un par de zapatillas con tacones altos de color rojo con un brillo rosado que encontró en un vagón de metro, solo para descubrir que están malditos. Su obsesión crece, despertando la envidia y la codicia con visiones de esta misma pesadilla. La mejor amiga de Tae-su y Sun-jae, Kim Mi-hee (Go Soo-hee), también es víctima de las zapatillas, lo que provoca histeria y robo. Mi-hee muere después de tomar las zapatillas y Sun-jae intenta deshacerse de ellos. Sin embargo, los zapatillas rojas siempre regresan ante Tae-su y Sun-jae se horroriza aún más.
Con la ayuda de su nuevo novio, In-cheol (Kim Sung-soo), Sun-jae intenta descubrir el misterio detrás de los zapatillas rojas antes de que la mate a ella y a Tae-su. Ella descubre que la persona que los toma morirá con los pies cortados. El misterio lleva a una anciana que vive en un sótano debajo de Sun-jae. La anciana identifica a Sun-jae como Oki, lo que la confunde. Se revela que en la juventud de la anciana, durante los últimos años de la ocupación japonesa de Corea, la anciana era sirvienta de una bailarina vanidosa y sádica llamada Oki. A menudo Oki abusaba de ella, lo que la dejaba jorobada y asustada de ella.
Oki estaba celosa de una destacada bailarina llamada Keiko, que era hija de un oficial de alto rango y muy talentosa. Esto empeora cuando un bailarín que había sido su amante le regaló unas zapatillas rojas. Oki quería los zapatillas para ella y le pagó a la anciana para que se los robara. Una noche, una Keiko embarazada fue testigo de cómo su amante y Oki tenían relaciones sexuales. Cuando ella huyó por la traición y el dolor, el hombre trató de detener a Keiko y Oki, harta de ser la segunda y darse cuenta de que el hombre ama a Keiko, termina asesinando a Keiko y arrojó su cuerpo. No sabía que la anciana había presenciado el asesinato de Keiko. Desde aquel entonces, el fantasma vengativo de Keiko empezó a vengarse tanto del hombre como de Oki, lo que los lleva a la muerte. La anciana le advierte a Sun-jae que correrá la misma suerte y el mismo destino si no le devuelve las zapatillas a Keiko de inmediato.
En la tumba de Keiko, Sun-jae devuelve las zapatillas rojas, con la esperanza de que esto acabe con la maldición. Ella visita a In-cheol solo para descubrir que él descubrió que ella mató a su esposo. Cuando se entera de que Tae-su le dijo la verdad, se apresura a ir a casa para intentar matarla. Ella persigue a Tae-su hasta las vías de la estación de metro y mientras trata de encontrarla, se enfrenta al fantasma de Keiko, quien le dice toda la verdad. Se revela que Sun-jae es la reencarnación de Oki, revelando por qué la anciana le temía en su primer encuentro. Keiko muestra cómo Sun-jae asesinó a su esposo, Mi-hee, In-cheol e intentó matar a su propia hija. Mientras Sun-jae intenta escapar, se enfrenta a una Keiko deformada, que finalmente le reclama su alma.
En un breve momento, la escena vuelve al año 1944. Se ve a Keiko bailando apasionadamente durante los ensayos y usando las mismas zapatillas rojas que le dieron en su época.
La última escena revela a Tae-su practicando su ballet en el dormitorio de su madre. En una escena posterior a los créditos, una Tae-su adulta recoge las zapatillas rojas en el parque (lo que sugiere que Keiko quería que Tae-su heredara los zapatos).

## Reparto
- Kim Hye-soo como Sun-jae.
- Kim Sung-su como In-cheol (el novio de Sun-jae).
- Park Yeon-ah como Tae-su (la hija de Sun-jae).
- Go Soo-hee como Kim Mi-hee (el amigo de Tae-su).
- Lee Eol como Sung-joon (el exmarido de Sun-jae).

## Crítica
Ryan Daley, de BloodyDisgusting dijo que aunque la película es en ocasiones lenta, su puesta en escena es «llamativa» y los argumentos de la trama son «dispersos», lo que contribuye a aumentar la confusión de la historia. También señaló que el «sólido y estilizado» gore era un añadido para la película y que se «moría» por conocer su final, incluso estando un poco abrumado por el ambiguo giro final.